# Konstantin Wladimirowitsch Gorowikow
Konstantin Wladimirowitsch Gorowikow (russisch Константин Владимирович Горовиков; * 31. August 1977 in Nowosibirsk, Russische SFSR) ist ein ehemaliger russischer Eishockeyspieler.

## Karriere
Konstantin Gorowikow begann seine Karriere als Eishockeyspieler in der Nachwuchsabteilung des SKA Sankt Petersburg, für dessen Profimannschaft er von 1994 bis 1996 in der Internationalen Hockey-Liga und anschließend drei Jahre lang in der russischen Superliga aktiv war. Anschließend wurde er im NHL Entry Draft 1999 in der neunten Runde als insgesamt 269. Spieler von den Ottawa Senators ausgewählt. Von 1999 bis 2001 spielte der Center allerdings ausschließlich für deren Farmteam Grand Rapids Griffins in der International Hockey League. Von 2001 bis 2003 stand er erneut in der russischen Superliga auf dem Eis, diesmal jedoch für Salawat Julajew Ufa. Bis 2007 spielte er zudem für Sewerstal Tscherepowez, seinen Ex-Verein SKA Sankt Petersburg und den HK Awangard Omsk in der Superliga. Anschließend lief er erneut für den SKA Sankt Petersburg auf, mit dem er von 2008 bis 2010 am Spielbetrieb der neu gegründeten Kontinentalen Hockey-Liga auf dem Eis. 
Zur Saison 2010/11 wurde Gorowikow vom OHK Dynamo verpflichtet, für den er bis 2017 spielte. 

### International
Für Russland nahm Gorowikow an den Weltmeisterschaften 2006, 2008, 2009 und 2011 teil. Bei den Weltmeisterschaften 2008 und 2009 gewann er mit seiner Mannschaft jeweils die Goldmedaille. Zudem stand er 2003, 2004, 2008, 2009, 2010 und 2011 im Aufgebot seines Landes bei der Euro Hockey Tour.

## Erfolge und Auszeichnungen
- 2007 Wertvollster Spieler des IIHF Continental Cup
- 2012 Gagarin-Pokal-Gewinn mit dem OHK Dynamo
- 2013 Gagarin-Pokal-Gewinn mit dem HK Dynamo Moskau

### International
- 2008 Goldmedaille bei der Weltmeisterschaft
- 2009 Goldmedaille bei der Weltmeisterschaft

## KHL-Statistik
(Stand: Ende der Saison 2016/17)